# (3122) Florence
(3122) Florence ist ein erdnaher Asteroid vom Amor-Typ, der am 2. März 1981 von Schelte John Bus am Siding-Spring-Observatorium (IAU-Code 413) in Australien entdeckt wurde.
Der Asteroid wurde am 6. März 1993 nach der englischen Sozialreformerin Florence Nightingale (1820–1910) benannt.
Unter den von der NASA als potenziell gefährlich eingestuften Asteroiden ist Florence mit einem Durchmesser von 4,5 km der viertgrößte, nach (53319) 1999 JM8 (~7 km), (4183) Cuno (5,6 km) und (3200) Phaethon (5,1 km).
Die Erde kommt der auf absehbare Zeit stabilen Bahn des Asteroiden jeweils Ende August/Anfang September nahe, bis auf knapp 0,047 AE (18-fache Mondentfernung). Vorbeiflüge in nahezu diesem Abstand gab bzw. gibt es in den Jahren 1930, 2017 und 2057, wobei die scheinbare Helligkeit 8,5m erreicht. In den dazwischen liegenden 87 bzw. 40 Erdjahren macht der Asteroid 37 bzw. 17 Umläufe um die Sonne. Auch 73:31 trifft das Verhältnis der Umlaufzeiten recht genau.
Bis zum Vorbeiflug 2017 war die Rotationsperiode von 2,358 Tagen bekannt, aus Schwankungen der Helligkeit mit einer Amplitude von 0,18 Größenklassen, und eine Schätzung für den Durchmesser von 4,35 km, aus dem Vergleich von rückgestreutem Sonnenlicht und thermischer Emission. Die Spektralklasse war unsicher, S oder SQ.

Delay-Doppler-Bild von (3122) Florence und seinen beiden Monden. Die Auflösung beträgt etwa 15 m im Delay (von oben nach unten zunehmend) und 5 Hz in der Doppler-Frequenz (von rechts nach links zunehmend). Für den starren, rotierenden Asteroiden entspricht die Doppler-Frequenz tatsächlich einer Raumkoordinate (quer zur Blickrichtung und quer zur Rotationsachse), aber die mit größerer Periode umlaufenden Monde erscheinen zu dicht an der Rotationsachse.

Während des Vorbeifluges wurde Florence intensiv beobachtet unter anderem mit den Radaren des Arecibo-Observatoriums und des Goldstone Deep Space Communications Complex. Die Dauer und spektrale Bandbreite des Radar-Echos weisen übereinstimmend auf einen Durchmesser von 4,5 km hin, marginal größer als zuvor geschätzt. Damit kommt Material am Äquator durch die Rotation fast in die Schwebe. Die gemeinsame Auswertung von Laufzeiten und Doppler-Verschiebungen liefert Bilder (links als Animation), die einen Äquatorwulst und einige kraterähnliche Mulden erkennen lassen. Zudem wurde festgestellt, dass Florence zwei Monde besitzt, einen äußeren von gut 300 m Durchmesser und einen inneren von etwa 200 m. Deren Bahnen und Umlaufperioden (etwa 22 bzw. knapp 8 Stunden) liefern die Masse des Asteroiden und damit die Dichte. Sie liegt bei 1,4 g/cm3, was auf eine beträchtliche Porosität hinweist. Das Spektrum des Asteroiden im sichtbaren und nahen IR-Bereich ähnelt sehr dem des Materials, das vom Meteor von Tscheljabinsk gefunden wurde, Spektralklasse S, typisch für gewöhnliche Chondrite.